# Петришин Тарас Петрович
Тара́с Петро́вич Петри́шин (позивний «Химера»; 25 січня 1989 — 6 квітня 2024, біля м. Часів Яр, Донецька область) — український громадський активіст, військовослужбовець, молодший лейтенант Збройних сил України, учасник російсько-української війни. Почесний громадянин Тернопільської області (2024, посмертно), почесний громадянин міста Тернополя (2024, посмертно).

## Життєпис
Тарас Петришин народився 25 січня 1989 року.
Закінчив історичний факультет Тернопільського національного педагогічного університету імені Володимира Гнатюка. У 2007 році під час навчання брав участь у розкопках давньоруського городища Пліснеськ (біля с. Підгірці, Львівська область).
Проживав у Тернополі. Працював старшим комірником центрального складу будівельного інтернет-гіпермаркету. Займався національно-патріотичним вихованням молоді в громадській організації «Сокіл». 
У 2014 році добровольцем пішов на фронт. Служив заступником командира 2-ї стрілецької роти «Сталева сотня» 2-го стрілецького батальйону ім. Тараса Хамера 67-ї окремої механізованої бригади. Загинув 6 квітня 2024 року разом із командиром Сергієм Коновалом біля м. Часів Яр на Донеччині.
Прощання з Тарасом Петришиним та Сергієм Коновалом відбулося 9 квітня 2024 року на Майдані Незалежності в Києві.
Похований 10 квітня 2024 року на Микулинецькому цвинтарі м. Тернополя.
Залишилися дружина Тетяна та донька.

## Нагороди
- орден Богдана Хмельницького III ступеня (31 жовтня 2024, посмертно) — за особисту мужність, виявлену у захисті державного суверенітету та територіальної цілісності України, самовіддане виконання військового обов'язку[4];
- почесний громадянин міста Тернополя (19 квітня 2024, посмертно) — за вагомий особистий внесок у становленні української державності та особисту мужність і героїзм, виявлені у захисті державного суверенітету та територіальної цілісності України[5];
- почесний громадянин Тернопільської області (2024, посмертно)[6].

## Вшанування пам'яті
У травні 2024 року в Тернополі проведено вишкіл, який присвятили Сергію Коновалу і Тарасові Петришину.